# Ralph Solecki

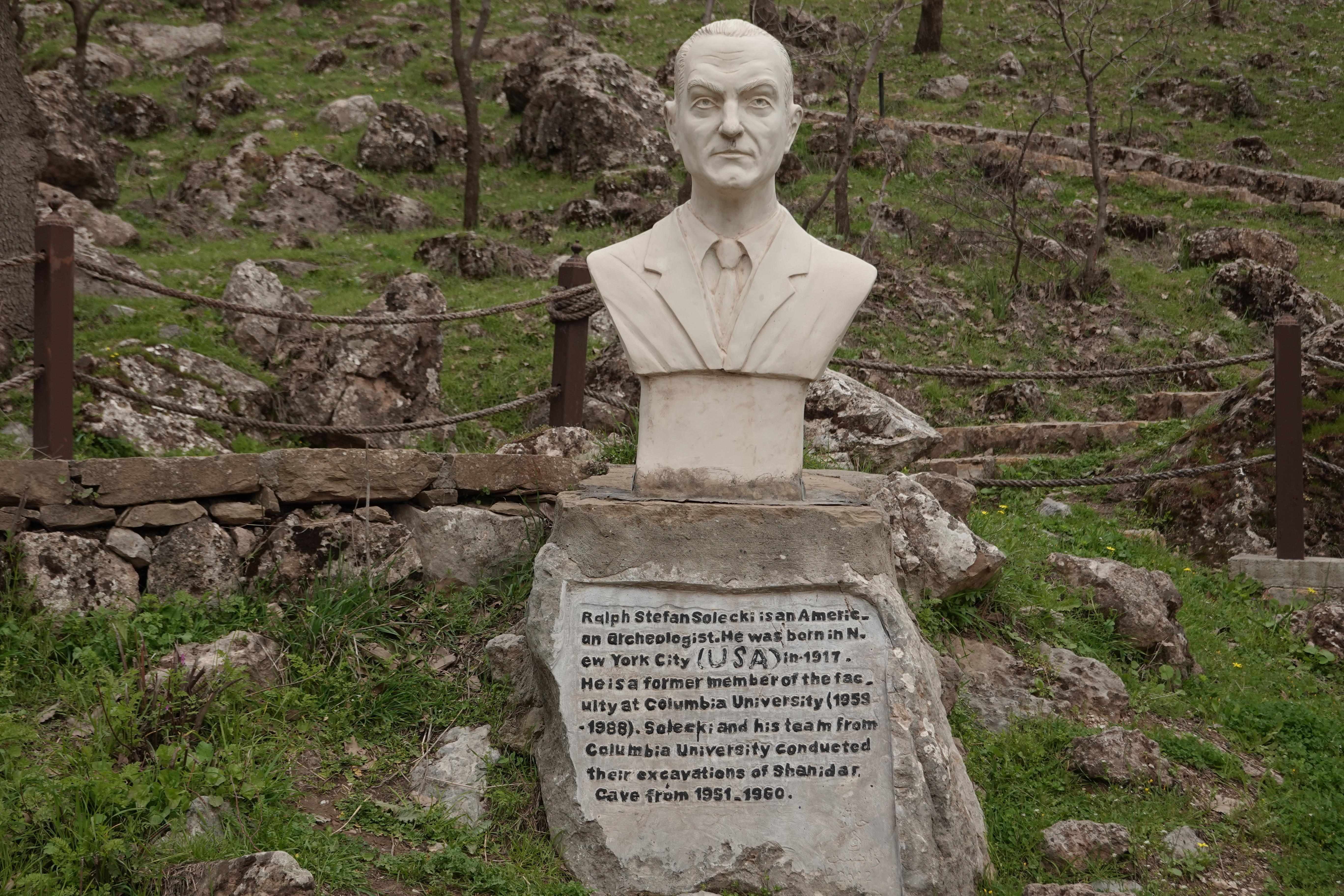
Ralph Solecki: Statue unweit der Shanidar-Höhle

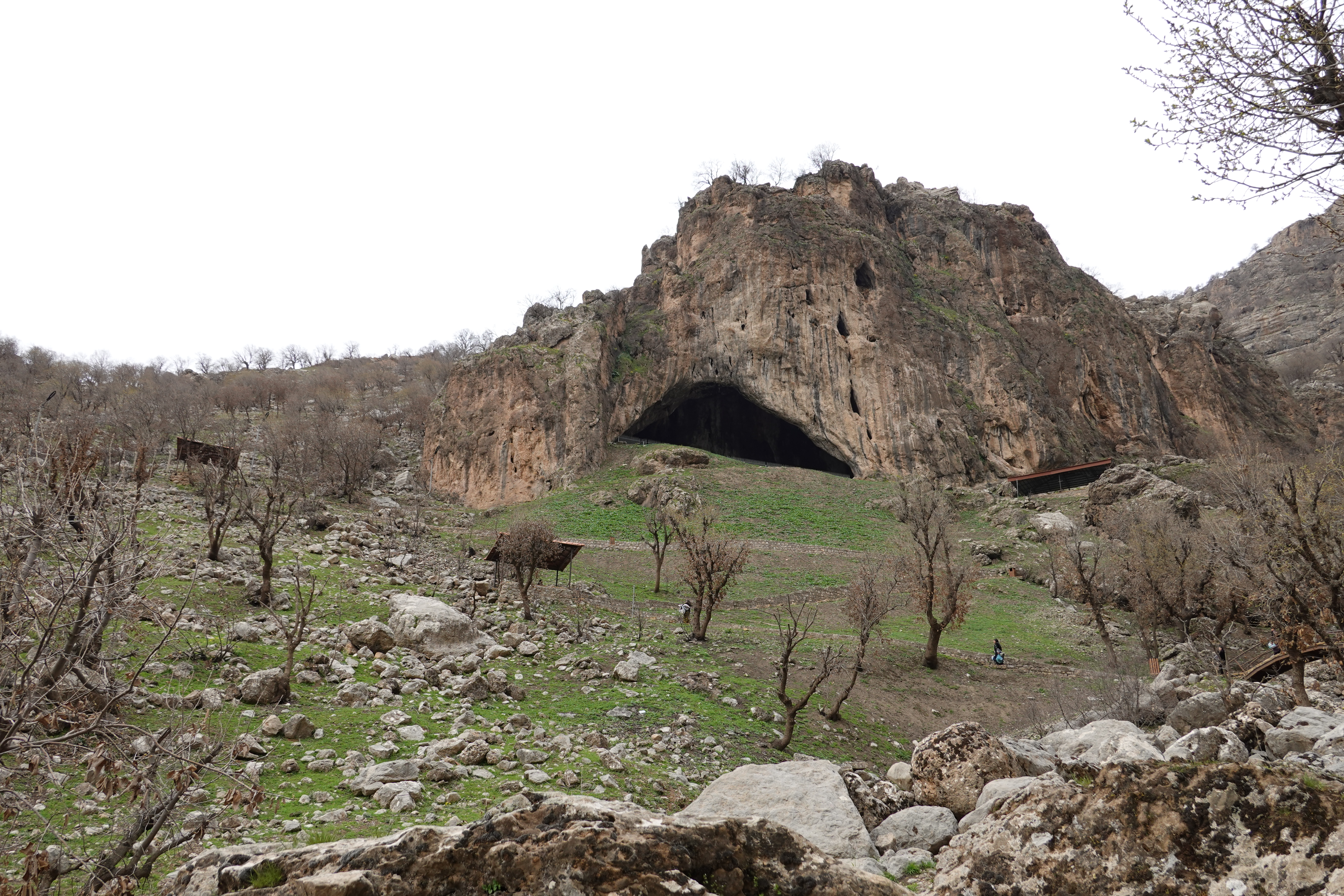
Blick zur Höhle

Ralph Stefan Solecki (* 15. Oktober 1917 in Brooklyn, New York City; † 20. März 2019 in Livingston, New Jersey) war ein US-amerikanischer Archäologe und Professor für Anthropologie an der Columbia University. In Fachkreisen wurde er international bekannt aufgrund seiner Ausgrabungen in Shanidar, einer vor rund 50.000 Jahren von Neandertalern bewohnten Höhle im heutigen Irak.

## Forschung
Ralph Solecki war der Sohn polnischer Einwanderer in die USA. Sein Vater, Casimir Solecki, verkaufte Versicherungen, seine Mutter Mary (geborene Tarnowska) war Hausfrau. Sein von den Eltern gewählter Geburtsname war Stefan Rafael, während seiner gesamten wissenschaftlichen Laufbahn war er jedoch als „Ralph“ und in Fachveröffentlichungen als Ralph S. Solecki bekannt.
1931 kauften seine Eltern in Cutchogue (Suffolk County, Bundesstaat New York) ein Haus, in dessen Umgebung der damals 14-Jährige Pfeilspitzen und andere Artefakte der Indianer aufsammelte. Solecki besuchte die Newtown High School in Elmhurst (Queens) und nach deren Abschluss von 1936 bis 1942 das City College of New York, wo er den Bachelor-Grad im Fach Geologie erwarb. Bereits während seiner Studentenzeit begann er in der Nähe seines Elternhauses nach dem ehemaligen Fort Corchaug zu suchen, einem befestigten indianischen Fort aus den 1630er-Jahren, dessen genaue Lage in Vergessenheit geraten war. Tatsächlich fand er 1936 erste Überreste, und von 1946 bis 1948 konnte er die Lage des Forts endgültig rekonstruieren.
Während des Zweiten Weltkriegs war Solecki von 1942 bis 1945 als Soldat in Europa eingesetzt und wurde verwundet. Nach Kriegsende kehrte er in die USA zurück, wo er ab 1946 an der Columbia University das Fach Anthropologie studierte. Seine Masterarbeit verfasste er 1950 in der Arbeitsgruppe des Archäologen William Duncan Strong (1899–1962) über das Fort Corchaug. Bereits ab 1948 befasste er sich zudem im Rahmen von Erhebungen über Wassereinzugsgebiete der Smithsonian Institution, die der Vorbereitung von geplanten Staudämmen dienten, mit der Kartierung von ehemaligen Indianersiedlungen. 1951 wurde Solecki von der Smithsonian Institution als stellvertretender Kurator für Archäologie angestellt, trat diese Stelle jedoch nicht an, weil er ein Jahr zuvor von George G. Cameron eingeladen worden war, an einer Forschungsreise in den Nahen Osten teilzunehmen. Nach deren Abschluss blieb er ab 1951 im Irak und begann auf eigene Faust mit Ausgrabungen in der Fundstätte Shanidar. Hierzu erhielt er die Genehmigung von der irakischen Antikenbehörde und Forschungsgelder von dieser sowie von der Smithsonian Institution. Seine zweite Grabungsperiode dauerte von Mai bis August 1953, die dritte von Oktober 1956 bis Juni 1957. Nachdem es im Sommer 1958 einen Staatsstreich im Irak gegeben hatte, verschob er die geplante vierte Grabungsperiode ins Jahr 1960. Danach verzichtete er auf die weitere Erforschung von Shanidar, da es im September 1961 zu einem Aufstand der Kurden im Nordirak gegen die Zentralregierung und danach zu einer militärischen Offensive der irakischen Armee gegen die kurdische Autonomiebewegung gekommen war.

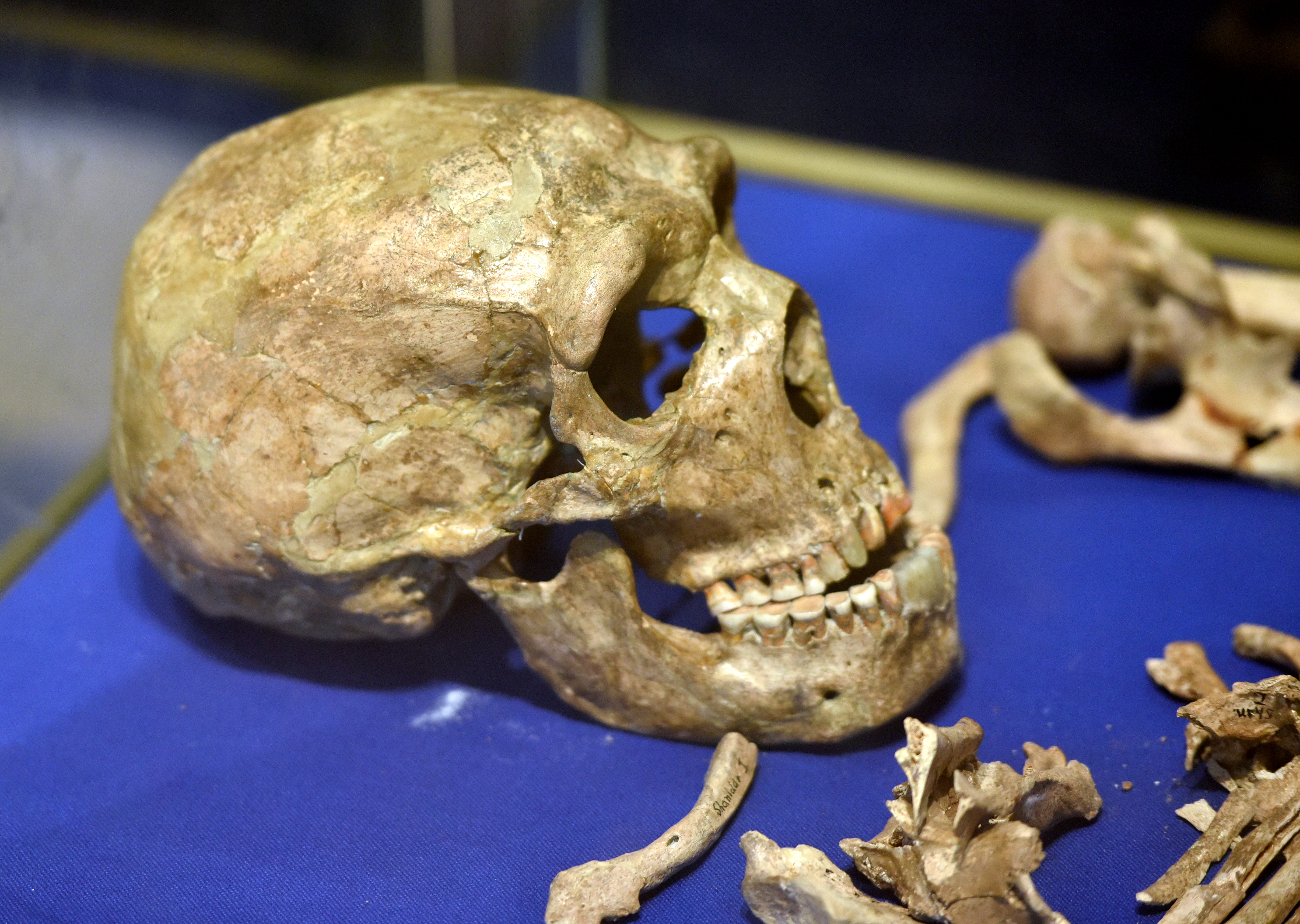
Schädel und Knochen von Shanidar I

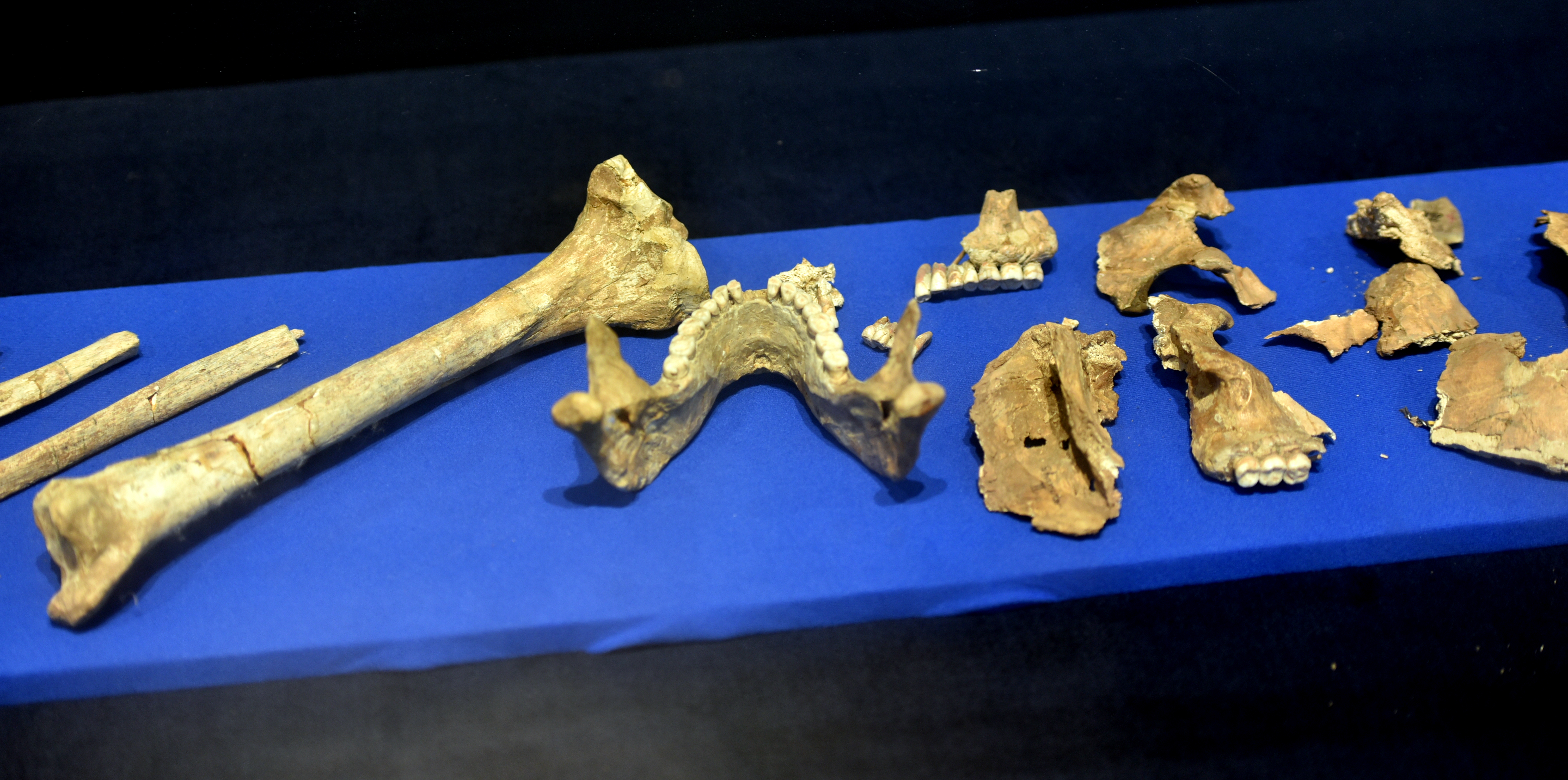
Knochen von Shanidar II

Soleckis Ausgrabungen in der Shanidar-Höhle förderten Artefakte aus vier Kulturschichten hervor, die eine Zeitspanne von rund 100.000 Jahren abdecken. Während der zweiten Grabungsperiode schickte er Holzkohleproben von Feuerstellen an den United States Geological Survey, der die Funde mit Hilfe der neu entwickelten Radiokarbonmethode datierte. Die bedeutendsten Funde aus der Höhle waren jedoch die Überreste von Neandertalern: Erster Fund war das zerdrückte Skelett eines Säuglings, das am 22. Juni 1953 entdeckt wurde und heute als Shanidar VII bezeichnet wird. Knochen von drei weiteren Neandertalern wurden im April und Mai 1957 geborgen (heute bezeichnet als Shanidar I, II und III). Im August 1960 wurden die Überreste von Shanidar IV und V freigelegt sowie weitere Knochen von Shanidar III. Die Fossilien Shanidar VI, VIII und IX wurden ebenfalls 1960 geborgen, jedoch erst später als hominin katalogisiert. Verwahrort der Funde ist – mit einer Ausnahme – das Irakische Nationalmuseum in Bagdad. Das Fossil Shanidar III wurde dem National Museum of Natural History der Smithsonian Institution in Washington, D.C. übergeben.
1958 erwarb Solecki an der Columbia University den Grad eines Doktors der Philosophie nach Vorlage seiner Doktorarbeit, die den Titel trägt: The Baradostian Industry and the Upper Palaeolithic in the Near East. Abgehandelt werden in ihr die archäologischen Funde aus Schicht C der Shanidar-Höhle. Die wissenschaftliche Beschreibung der Neandertaler-Fossilien übernahm zunächst Thomas Dale Stewart (1901–1997), Direktor des National Museum of Natural History, und ab 1976 Erik Trinkaus.
Gleichfalls 1958 hatte Solecki die Position des Kurators für Archäologie an der Smithsonian Institution inne, wechselte aber bereits 1959 auf eine Professur für Anthropologie an der Columbia University, wo er bis zur Pensionierung im Jahr 1988 blieb und zahlreiche Forschungsaufenthalte im Nahen Osten durchführte. Er war seit 1955 mit der promovierten Anthropologin Rose Muriel Lilien verheiratet, die bis 1988 als wissenschaftliche Mitarbeiterin in der Abteilung für Anthropologie der Smithsonian Institution angestellt war und mit ihrem Ehemann während ihrer beider gesamten Laufbahn eng zusammenarbeitete. 1990 akzeptierten beide einen Ruf als außerplanmäßige Professoren an die Texas A&M University, von dem sie sich erst im Jahr 2000 zurückzogen.
Im Bereich der Fundstelle von Shanidar IV wurde eine ungewöhnlich hohe Konzentration von Blütenpollen nachgewiesen, was Ralph Solecki 1975 als Überreste von Blumen interpretierte, die als Grabschmuck der Leiche gedient hatten; gelegentlich wurde dies zudem als Beleg „für Schamanismus und ritualisierte Bestattungen“ interpretiert. Bereits 1999 wurde gegen das vermutete „Blumenbegräbnis“ eingewandt, die Blüten könnten von den dort häufig vorkommenden Persischen Rennmäusen (Meriones persicus) in die Höhle verschleppt und in den Bestattungshorizont eingegraben worden sein. 2023 wurde schließlich berichtet, dass in den zusammen mit Shanidar IV geborgenen Pollenklumpen die Pollen unterschiedlicher Pflanzenarten enthalten sind und dass diese Pollen von Arten stammen, die zu ganz unterschiedlichen Zeiten im Jahr blühen. Diesen Befunden zufolge wurden also keine Blumen in der Höhle abgelegt, sondern Pollen von Solitärbienen in Bodennester geschleppt. Hinweise auf solche Nester haben sich in Sedimenten aus der Neandertalerzeit erhalten.

## Ehrungen
Das Center for Archaeology der Columbia University vergibt seit 2009 „The Ralph and Rose Solecki Award“ an einen Studenten, der im jeweils vorherigen Jahr besondere Beiträge im Fachgebiet Archäologie geleistet hat.

## Trivia
Angeregt durch die Forschungsarbeiten von Ralph Solecki in der Shanidar-Höhle verfasste die US-amerikanische Schriftstellerin Jean M. Auel ihren ersten historischen Roman, The Clan of the Cave Bear, der 1980 veröffentlicht wurde (deutsche Fassung: Ayla und der Clan des Bären). Ayla und der Clan des Bären war – basierend auf dem Roman – auch der Titel eines Spielfilms, der am 15. Mai 1986 in den deutschen Kinos anlief.

## Schriften (Auswahl)
- Notes on Soil Analysis and Archaeology. In: American Antiquity. Band 16, Nr. 3, 1951, S. 254–256, doi:10.2307/276788.
- Shanidar Cave, a Paleolithic site in Northern Iraq. In: Smithsonian Annual Report. 1954, S. 389–425.
- Practical Aerial Photography for Archaeologists. In: American Antiquity. Band 22, Nr. 4, 1957, S. 337–351, doi:10.2307/276132.
- Shanidar Cave. In: Scientific American. Band 197, Nr. 5, November 1957, S. 58–65, JSTOR:24941969.
- Meyer Rubin: Dating of Zawi Chemi, an Early Village Site at Shanidar, Northern Iraq. In: Science. Band 127, Nr. 3312, 1958, S. 1446, doi:10.1126/science.127.3312.1446.a.
- Prehistory in Shanidar Valley, Northern Iraq: Fresh insights into Near Eastern prehistory from the Middle Paleolithic to the Proto-Neolithic are obtained. In: Science. Band 139, Nr. 3551, 1963, S. 179–193, doi:10.1126/science.139.3551.179.
- A Copper Mineral Pendant from Northern Iraq. In: Antiquity. Band 43, Nr. 172, 1969, S. 311–314, doi:10.1017/S0003598X00107525.
- Shanidar: The First Flower People. Knopf, New York 1971.
- Shanidar: The Humanity of Neanderthal Man. Allen Lane, London 1971.
- Contemporary Kurdish winter‐time inhabitants of Shanidar cave, Iraq. In: World Archaeology. Band 10, Nr. 3, 1979, S. 318–330, doi:10.1080/00438243.1979.9979740.
- mit Dwight B. Demeritt, Jr.: An American Revolutionary War Relic from Brooklyn, New York. In: Journal of Field Archaeology. Band 7, Nr. 3, 1980, S. 269–278, doi:10.2307/529591.
- mit Rose L. Solecki und Anagnostis P. Agelarakis: The Proto-Neolithic Cemetery in Shanidar Cave. Texas A&M University Press, 2004.

## Belege
1. ↑  Matthew R. Goodrum: Ralph Solecki (1917–2019). In: Biographical Dictionary of the History of Paleoanthropology. The University Library at Virginia Tech with Virginia Tech Publishing, 2022, Volltext.
2. ↑   Ralph S. Solecki: The Baradostian Industry and the Upper Palaeolithic in the Near East. Dissertation, Faculty of Political Science, Columbia University, 1958.
3. ↑   Thomas Dale Stewart: The Neanderthal Skeletal Remains from Shanidar Cave, Iraq: A Summary of Findings to Date. In: Proceedings of the American Philosophical Society. Band 121, Nr. 2, 1977, S. 121–165, JSTOR:986524.
4. ↑  Erik Trinkaus: The Shanidar Neandertals. Academic Press, New York 1983, ISBN 978-1-48327647-2.
5. ↑  Ralph S. Solecki: Shanidar IV, a Neanderthal Flower Burial in Northern Iraq. In: Science. Band 190, Nr. 4217, 1975, S. 880–881, doi:10.1126/science.190.4217.880.
6. ↑  Ralph S. Solecki: Shanidar: The First Flower People. Knopf, New York 1971.
7. ↑  Robert Adler: One of the family? In: New Scientist. Nr. 2789, 4. Dezember 2010, S. 35.
8. ↑  Jeffrey D. Sommer: The Shanidar IV ‚Flower Burial‘: a Reevaluation of Neanderthal Burial Ritual. In: Cambridge Archaeological Journal. Band 9, Nr. 1, 1999, S. 127–129, doi:10.1017/S0959774300015249.
9. ↑  Chris O. Hunt et al.: Shanidar et ses fleurs? Reflections on the palynology of the Neanderthal ‘Flower Burial’ hypothesis. In: Journal of Archaeological Science. Online-Vorabveröffentlichung vom 28. August 2023, 105822, doi:10.1016/j.jas.2023.105822.
 Das „Blumengrab“ von Shanidar war wohl doch keins. Auf: spektrum.de vom 29. August 2023.
10. ↑  The Ralph and Rose Solecki Award. (Memento vom 31. August 2023 im Internet Archive). Im Original publiziert auf dem Server der Columbia University, Stand vom 31. August 2023.
11. ↑  Ralph Solecki, Who Found Humanity in Neanderthals, Dies at 101. (Memento vom 11. April 2019 im Internet Archive). Im Original publiziert in New York Times vom 11. April 2019.

| Personendaten    | Personendaten                                                                  |
| ---------------- | ------------------------------------------------------------------------------ |
| NAME             | Solecki, Ralph                                                                 |
| ALTERNATIVNAMEN  | Solecki, Ralph S.; Solecki, Ralph Stefan; Solecki, Stefan Rafael (Geburtsname) |
| KURZBESCHREIBUNG | US-amerikanischer Archäologe                                                   |
| GEBURTSDATUM     | 15. Oktober 1917                                                               |
| GEBURTSORT       | Brooklyn, New York City                                                        |
| STERBEDATUM      | 20. März 2019                                                                  |
| STERBEORT        | Livingston (New Jersey)                                                        |